# Батерија (шах)
|   | a | b | c | d | e | f | g | h |   |
| 8 | a8 black rook · d8 black king · h8 black rook · a7 black pawn · b7 black pawn · d7 black pawn · f7 black pawn · g7 black bishop · h7 black pawn · c6 black knight · g6 black pawn · c3 white knight · d3 white rook · f3 white knight · a2 white pawn · b2 white pawn · c2 white pawn · f2 white pawn · g2 white pawn · h2 white pawn · d1 white rook · g1 white king | a8 black rook · d8 black king · h8 black rook · a7 black pawn · b7 black pawn · d7 black pawn · f7 black pawn · g7 black bishop · h7 black pawn · c6 black knight · g6 black pawn · c3 white knight · d3 white rook · f3 white knight · a2 white pawn · b2 white pawn · c2 white pawn · f2 white pawn · g2 white pawn · h2 white pawn · d1 white rook · g1 white king | a8 black rook · d8 black king · h8 black rook · a7 black pawn · b7 black pawn · d7 black pawn · f7 black pawn · g7 black bishop · h7 black pawn · c6 black knight · g6 black pawn · c3 white knight · d3 white rook · f3 white knight · a2 white pawn · b2 white pawn · c2 white pawn · f2 white pawn · g2 white pawn · h2 white pawn · d1 white rook · g1 white king | a8 black rook · d8 black king · h8 black rook · a7 black pawn · b7 black pawn · d7 black pawn · f7 black pawn · g7 black bishop · h7 black pawn · c6 black knight · g6 black pawn · c3 white knight · d3 white rook · f3 white knight · a2 white pawn · b2 white pawn · c2 white pawn · f2 white pawn · g2 white pawn · h2 white pawn · d1 white rook · g1 white king | a8 black rook · d8 black king · h8 black rook · a7 black pawn · b7 black pawn · d7 black pawn · f7 black pawn · g7 black bishop · h7 black pawn · c6 black knight · g6 black pawn · c3 white knight · d3 white rook · f3 white knight · a2 white pawn · b2 white pawn · c2 white pawn · f2 white pawn · g2 white pawn · h2 white pawn · d1 white rook · g1 white king | a8 black rook · d8 black king · h8 black rook · a7 black pawn · b7 black pawn · d7 black pawn · f7 black pawn · g7 black bishop · h7 black pawn · c6 black knight · g6 black pawn · c3 white knight · d3 white rook · f3 white knight · a2 white pawn · b2 white pawn · c2 white pawn · f2 white pawn · g2 white pawn · h2 white pawn · d1 white rook · g1 white king | a8 black rook · d8 black king · h8 black rook · a7 black pawn · b7 black pawn · d7 black pawn · f7 black pawn · g7 black bishop · h7 black pawn · c6 black knight · g6 black pawn · c3 white knight · d3 white rook · f3 white knight · a2 white pawn · b2 white pawn · c2 white pawn · f2 white pawn · g2 white pawn · h2 white pawn · d1 white rook · g1 white king | a8 black rook · d8 black king · h8 black rook · a7 black pawn · b7 black pawn · d7 black pawn · f7 black pawn · g7 black bishop · h7 black pawn · c6 black knight · g6 black pawn · c3 white knight · d3 white rook · f3 white knight · a2 white pawn · b2 white pawn · c2 white pawn · f2 white pawn · g2 white pawn · h2 white pawn · d1 white rook · g1 white king | 8 |
| 7 | a8 black rook · d8 black king · h8 black rook · a7 black pawn · b7 black pawn · d7 black pawn · f7 black pawn · g7 black bishop · h7 black pawn · c6 black knight · g6 black pawn · c3 white knight · d3 white rook · f3 white knight · a2 white pawn · b2 white pawn · c2 white pawn · f2 white pawn · g2 white pawn · h2 white pawn · d1 white rook · g1 white king | a8 black rook · d8 black king · h8 black rook · a7 black pawn · b7 black pawn · d7 black pawn · f7 black pawn · g7 black bishop · h7 black pawn · c6 black knight · g6 black pawn · c3 white knight · d3 white rook · f3 white knight · a2 white pawn · b2 white pawn · c2 white pawn · f2 white pawn · g2 white pawn · h2 white pawn · d1 white rook · g1 white king | a8 black rook · d8 black king · h8 black rook · a7 black pawn · b7 black pawn · d7 black pawn · f7 black pawn · g7 black bishop · h7 black pawn · c6 black knight · g6 black pawn · c3 white knight · d3 white rook · f3 white knight · a2 white pawn · b2 white pawn · c2 white pawn · f2 white pawn · g2 white pawn · h2 white pawn · d1 white rook · g1 white king | a8 black rook · d8 black king · h8 black rook · a7 black pawn · b7 black pawn · d7 black pawn · f7 black pawn · g7 black bishop · h7 black pawn · c6 black knight · g6 black pawn · c3 white knight · d3 white rook · f3 white knight · a2 white pawn · b2 white pawn · c2 white pawn · f2 white pawn · g2 white pawn · h2 white pawn · d1 white rook · g1 white king | a8 black rook · d8 black king · h8 black rook · a7 black pawn · b7 black pawn · d7 black pawn · f7 black pawn · g7 black bishop · h7 black pawn · c6 black knight · g6 black pawn · c3 white knight · d3 white rook · f3 white knight · a2 white pawn · b2 white pawn · c2 white pawn · f2 white pawn · g2 white pawn · h2 white pawn · d1 white rook · g1 white king | a8 black rook · d8 black king · h8 black rook · a7 black pawn · b7 black pawn · d7 black pawn · f7 black pawn · g7 black bishop · h7 black pawn · c6 black knight · g6 black pawn · c3 white knight · d3 white rook · f3 white knight · a2 white pawn · b2 white pawn · c2 white pawn · f2 white pawn · g2 white pawn · h2 white pawn · d1 white rook · g1 white king | a8 black rook · d8 black king · h8 black rook · a7 black pawn · b7 black pawn · d7 black pawn · f7 black pawn · g7 black bishop · h7 black pawn · c6 black knight · g6 black pawn · c3 white knight · d3 white rook · f3 white knight · a2 white pawn · b2 white pawn · c2 white pawn · f2 white pawn · g2 white pawn · h2 white pawn · d1 white rook · g1 white king | a8 black rook · d8 black king · h8 black rook · a7 black pawn · b7 black pawn · d7 black pawn · f7 black pawn · g7 black bishop · h7 black pawn · c6 black knight · g6 black pawn · c3 white knight · d3 white rook · f3 white knight · a2 white pawn · b2 white pawn · c2 white pawn · f2 white pawn · g2 white pawn · h2 white pawn · d1 white rook · g1 white king | 7 |
| 6 | a8 black rook · d8 black king · h8 black rook · a7 black pawn · b7 black pawn · d7 black pawn · f7 black pawn · g7 black bishop · h7 black pawn · c6 black knight · g6 black pawn · c3 white knight · d3 white rook · f3 white knight · a2 white pawn · b2 white pawn · c2 white pawn · f2 white pawn · g2 white pawn · h2 white pawn · d1 white rook · g1 white king | a8 black rook · d8 black king · h8 black rook · a7 black pawn · b7 black pawn · d7 black pawn · f7 black pawn · g7 black bishop · h7 black pawn · c6 black knight · g6 black pawn · c3 white knight · d3 white rook · f3 white knight · a2 white pawn · b2 white pawn · c2 white pawn · f2 white pawn · g2 white pawn · h2 white pawn · d1 white rook · g1 white king | a8 black rook · d8 black king · h8 black rook · a7 black pawn · b7 black pawn · d7 black pawn · f7 black pawn · g7 black bishop · h7 black pawn · c6 black knight · g6 black pawn · c3 white knight · d3 white rook · f3 white knight · a2 white pawn · b2 white pawn · c2 white pawn · f2 white pawn · g2 white pawn · h2 white pawn · d1 white rook · g1 white king | a8 black rook · d8 black king · h8 black rook · a7 black pawn · b7 black pawn · d7 black pawn · f7 black pawn · g7 black bishop · h7 black pawn · c6 black knight · g6 black pawn · c3 white knight · d3 white rook · f3 white knight · a2 white pawn · b2 white pawn · c2 white pawn · f2 white pawn · g2 white pawn · h2 white pawn · d1 white rook · g1 white king | a8 black rook · d8 black king · h8 black rook · a7 black pawn · b7 black pawn · d7 black pawn · f7 black pawn · g7 black bishop · h7 black pawn · c6 black knight · g6 black pawn · c3 white knight · d3 white rook · f3 white knight · a2 white pawn · b2 white pawn · c2 white pawn · f2 white pawn · g2 white pawn · h2 white pawn · d1 white rook · g1 white king | a8 black rook · d8 black king · h8 black rook · a7 black pawn · b7 black pawn · d7 black pawn · f7 black pawn · g7 black bishop · h7 black pawn · c6 black knight · g6 black pawn · c3 white knight · d3 white rook · f3 white knight · a2 white pawn · b2 white pawn · c2 white pawn · f2 white pawn · g2 white pawn · h2 white pawn · d1 white rook · g1 white king | a8 black rook · d8 black king · h8 black rook · a7 black pawn · b7 black pawn · d7 black pawn · f7 black pawn · g7 black bishop · h7 black pawn · c6 black knight · g6 black pawn · c3 white knight · d3 white rook · f3 white knight · a2 white pawn · b2 white pawn · c2 white pawn · f2 white pawn · g2 white pawn · h2 white pawn · d1 white rook · g1 white king | a8 black rook · d8 black king · h8 black rook · a7 black pawn · b7 black pawn · d7 black pawn · f7 black pawn · g7 black bishop · h7 black pawn · c6 black knight · g6 black pawn · c3 white knight · d3 white rook · f3 white knight · a2 white pawn · b2 white pawn · c2 white pawn · f2 white pawn · g2 white pawn · h2 white pawn · d1 white rook · g1 white king | 6 |
| 5 | a8 black rook · d8 black king · h8 black rook · a7 black pawn · b7 black pawn · d7 black pawn · f7 black pawn · g7 black bishop · h7 black pawn · c6 black knight · g6 black pawn · c3 white knight · d3 white rook · f3 white knight · a2 white pawn · b2 white pawn · c2 white pawn · f2 white pawn · g2 white pawn · h2 white pawn · d1 white rook · g1 white king | a8 black rook · d8 black king · h8 black rook · a7 black pawn · b7 black pawn · d7 black pawn · f7 black pawn · g7 black bishop · h7 black pawn · c6 black knight · g6 black pawn · c3 white knight · d3 white rook · f3 white knight · a2 white pawn · b2 white pawn · c2 white pawn · f2 white pawn · g2 white pawn · h2 white pawn · d1 white rook · g1 white king | a8 black rook · d8 black king · h8 black rook · a7 black pawn · b7 black pawn · d7 black pawn · f7 black pawn · g7 black bishop · h7 black pawn · c6 black knight · g6 black pawn · c3 white knight · d3 white rook · f3 white knight · a2 white pawn · b2 white pawn · c2 white pawn · f2 white pawn · g2 white pawn · h2 white pawn · d1 white rook · g1 white king | a8 black rook · d8 black king · h8 black rook · a7 black pawn · b7 black pawn · d7 black pawn · f7 black pawn · g7 black bishop · h7 black pawn · c6 black knight · g6 black pawn · c3 white knight · d3 white rook · f3 white knight · a2 white pawn · b2 white pawn · c2 white pawn · f2 white pawn · g2 white pawn · h2 white pawn · d1 white rook · g1 white king | a8 black rook · d8 black king · h8 black rook · a7 black pawn · b7 black pawn · d7 black pawn · f7 black pawn · g7 black bishop · h7 black pawn · c6 black knight · g6 black pawn · c3 white knight · d3 white rook · f3 white knight · a2 white pawn · b2 white pawn · c2 white pawn · f2 white pawn · g2 white pawn · h2 white pawn · d1 white rook · g1 white king | a8 black rook · d8 black king · h8 black rook · a7 black pawn · b7 black pawn · d7 black pawn · f7 black pawn · g7 black bishop · h7 black pawn · c6 black knight · g6 black pawn · c3 white knight · d3 white rook · f3 white knight · a2 white pawn · b2 white pawn · c2 white pawn · f2 white pawn · g2 white pawn · h2 white pawn · d1 white rook · g1 white king | a8 black rook · d8 black king · h8 black rook · a7 black pawn · b7 black pawn · d7 black pawn · f7 black pawn · g7 black bishop · h7 black pawn · c6 black knight · g6 black pawn · c3 white knight · d3 white rook · f3 white knight · a2 white pawn · b2 white pawn · c2 white pawn · f2 white pawn · g2 white pawn · h2 white pawn · d1 white rook · g1 white king | a8 black rook · d8 black king · h8 black rook · a7 black pawn · b7 black pawn · d7 black pawn · f7 black pawn · g7 black bishop · h7 black pawn · c6 black knight · g6 black pawn · c3 white knight · d3 white rook · f3 white knight · a2 white pawn · b2 white pawn · c2 white pawn · f2 white pawn · g2 white pawn · h2 white pawn · d1 white rook · g1 white king | 5 |
| 4 | a8 black rook · d8 black king · h8 black rook · a7 black pawn · b7 black pawn · d7 black pawn · f7 black pawn · g7 black bishop · h7 black pawn · c6 black knight · g6 black pawn · c3 white knight · d3 white rook · f3 white knight · a2 white pawn · b2 white pawn · c2 white pawn · f2 white pawn · g2 white pawn · h2 white pawn · d1 white rook · g1 white king | a8 black rook · d8 black king · h8 black rook · a7 black pawn · b7 black pawn · d7 black pawn · f7 black pawn · g7 black bishop · h7 black pawn · c6 black knight · g6 black pawn · c3 white knight · d3 white rook · f3 white knight · a2 white pawn · b2 white pawn · c2 white pawn · f2 white pawn · g2 white pawn · h2 white pawn · d1 white rook · g1 white king | a8 black rook · d8 black king · h8 black rook · a7 black pawn · b7 black pawn · d7 black pawn · f7 black pawn · g7 black bishop · h7 black pawn · c6 black knight · g6 black pawn · c3 white knight · d3 white rook · f3 white knight · a2 white pawn · b2 white pawn · c2 white pawn · f2 white pawn · g2 white pawn · h2 white pawn · d1 white rook · g1 white king | a8 black rook · d8 black king · h8 black rook · a7 black pawn · b7 black pawn · d7 black pawn · f7 black pawn · g7 black bishop · h7 black pawn · c6 black knight · g6 black pawn · c3 white knight · d3 white rook · f3 white knight · a2 white pawn · b2 white pawn · c2 white pawn · f2 white pawn · g2 white pawn · h2 white pawn · d1 white rook · g1 white king | a8 black rook · d8 black king · h8 black rook · a7 black pawn · b7 black pawn · d7 black pawn · f7 black pawn · g7 black bishop · h7 black pawn · c6 black knight · g6 black pawn · c3 white knight · d3 white rook · f3 white knight · a2 white pawn · b2 white pawn · c2 white pawn · f2 white pawn · g2 white pawn · h2 white pawn · d1 white rook · g1 white king | a8 black rook · d8 black king · h8 black rook · a7 black pawn · b7 black pawn · d7 black pawn · f7 black pawn · g7 black bishop · h7 black pawn · c6 black knight · g6 black pawn · c3 white knight · d3 white rook · f3 white knight · a2 white pawn · b2 white pawn · c2 white pawn · f2 white pawn · g2 white pawn · h2 white pawn · d1 white rook · g1 white king | a8 black rook · d8 black king · h8 black rook · a7 black pawn · b7 black pawn · d7 black pawn · f7 black pawn · g7 black bishop · h7 black pawn · c6 black knight · g6 black pawn · c3 white knight · d3 white rook · f3 white knight · a2 white pawn · b2 white pawn · c2 white pawn · f2 white pawn · g2 white pawn · h2 white pawn · d1 white rook · g1 white king | a8 black rook · d8 black king · h8 black rook · a7 black pawn · b7 black pawn · d7 black pawn · f7 black pawn · g7 black bishop · h7 black pawn · c6 black knight · g6 black pawn · c3 white knight · d3 white rook · f3 white knight · a2 white pawn · b2 white pawn · c2 white pawn · f2 white pawn · g2 white pawn · h2 white pawn · d1 white rook · g1 white king | 4 |
| 3 | a8 black rook · d8 black king · h8 black rook · a7 black pawn · b7 black pawn · d7 black pawn · f7 black pawn · g7 black bishop · h7 black pawn · c6 black knight · g6 black pawn · c3 white knight · d3 white rook · f3 white knight · a2 white pawn · b2 white pawn · c2 white pawn · f2 white pawn · g2 white pawn · h2 white pawn · d1 white rook · g1 white king | a8 black rook · d8 black king · h8 black rook · a7 black pawn · b7 black pawn · d7 black pawn · f7 black pawn · g7 black bishop · h7 black pawn · c6 black knight · g6 black pawn · c3 white knight · d3 white rook · f3 white knight · a2 white pawn · b2 white pawn · c2 white pawn · f2 white pawn · g2 white pawn · h2 white pawn · d1 white rook · g1 white king | a8 black rook · d8 black king · h8 black rook · a7 black pawn · b7 black pawn · d7 black pawn · f7 black pawn · g7 black bishop · h7 black pawn · c6 black knight · g6 black pawn · c3 white knight · d3 white rook · f3 white knight · a2 white pawn · b2 white pawn · c2 white pawn · f2 white pawn · g2 white pawn · h2 white pawn · d1 white rook · g1 white king | a8 black rook · d8 black king · h8 black rook · a7 black pawn · b7 black pawn · d7 black pawn · f7 black pawn · g7 black bishop · h7 black pawn · c6 black knight · g6 black pawn · c3 white knight · d3 white rook · f3 white knight · a2 white pawn · b2 white pawn · c2 white pawn · f2 white pawn · g2 white pawn · h2 white pawn · d1 white rook · g1 white king | a8 black rook · d8 black king · h8 black rook · a7 black pawn · b7 black pawn · d7 black pawn · f7 black pawn · g7 black bishop · h7 black pawn · c6 black knight · g6 black pawn · c3 white knight · d3 white rook · f3 white knight · a2 white pawn · b2 white pawn · c2 white pawn · f2 white pawn · g2 white pawn · h2 white pawn · d1 white rook · g1 white king | a8 black rook · d8 black king · h8 black rook · a7 black pawn · b7 black pawn · d7 black pawn · f7 black pawn · g7 black bishop · h7 black pawn · c6 black knight · g6 black pawn · c3 white knight · d3 white rook · f3 white knight · a2 white pawn · b2 white pawn · c2 white pawn · f2 white pawn · g2 white pawn · h2 white pawn · d1 white rook · g1 white king | a8 black rook · d8 black king · h8 black rook · a7 black pawn · b7 black pawn · d7 black pawn · f7 black pawn · g7 black bishop · h7 black pawn · c6 black knight · g6 black pawn · c3 white knight · d3 white rook · f3 white knight · a2 white pawn · b2 white pawn · c2 white pawn · f2 white pawn · g2 white pawn · h2 white pawn · d1 white rook · g1 white king | a8 black rook · d8 black king · h8 black rook · a7 black pawn · b7 black pawn · d7 black pawn · f7 black pawn · g7 black bishop · h7 black pawn · c6 black knight · g6 black pawn · c3 white knight · d3 white rook · f3 white knight · a2 white pawn · b2 white pawn · c2 white pawn · f2 white pawn · g2 white pawn · h2 white pawn · d1 white rook · g1 white king | 3 |
| 2 | a8 black rook · d8 black king · h8 black rook · a7 black pawn · b7 black pawn · d7 black pawn · f7 black pawn · g7 black bishop · h7 black pawn · c6 black knight · g6 black pawn · c3 white knight · d3 white rook · f3 white knight · a2 white pawn · b2 white pawn · c2 white pawn · f2 white pawn · g2 white pawn · h2 white pawn · d1 white rook · g1 white king | a8 black rook · d8 black king · h8 black rook · a7 black pawn · b7 black pawn · d7 black pawn · f7 black pawn · g7 black bishop · h7 black pawn · c6 black knight · g6 black pawn · c3 white knight · d3 white rook · f3 white knight · a2 white pawn · b2 white pawn · c2 white pawn · f2 white pawn · g2 white pawn · h2 white pawn · d1 white rook · g1 white king | a8 black rook · d8 black king · h8 black rook · a7 black pawn · b7 black pawn · d7 black pawn · f7 black pawn · g7 black bishop · h7 black pawn · c6 black knight · g6 black pawn · c3 white knight · d3 white rook · f3 white knight · a2 white pawn · b2 white pawn · c2 white pawn · f2 white pawn · g2 white pawn · h2 white pawn · d1 white rook · g1 white king | a8 black rook · d8 black king · h8 black rook · a7 black pawn · b7 black pawn · d7 black pawn · f7 black pawn · g7 black bishop · h7 black pawn · c6 black knight · g6 black pawn · c3 white knight · d3 white rook · f3 white knight · a2 white pawn · b2 white pawn · c2 white pawn · f2 white pawn · g2 white pawn · h2 white pawn · d1 white rook · g1 white king | a8 black rook · d8 black king · h8 black rook · a7 black pawn · b7 black pawn · d7 black pawn · f7 black pawn · g7 black bishop · h7 black pawn · c6 black knight · g6 black pawn · c3 white knight · d3 white rook · f3 white knight · a2 white pawn · b2 white pawn · c2 white pawn · f2 white pawn · g2 white pawn · h2 white pawn · d1 white rook · g1 white king | a8 black rook · d8 black king · h8 black rook · a7 black pawn · b7 black pawn · d7 black pawn · f7 black pawn · g7 black bishop · h7 black pawn · c6 black knight · g6 black pawn · c3 white knight · d3 white rook · f3 white knight · a2 white pawn · b2 white pawn · c2 white pawn · f2 white pawn · g2 white pawn · h2 white pawn · d1 white rook · g1 white king | a8 black rook · d8 black king · h8 black rook · a7 black pawn · b7 black pawn · d7 black pawn · f7 black pawn · g7 black bishop · h7 black pawn · c6 black knight · g6 black pawn · c3 white knight · d3 white rook · f3 white knight · a2 white pawn · b2 white pawn · c2 white pawn · f2 white pawn · g2 white pawn · h2 white pawn · d1 white rook · g1 white king | a8 black rook · d8 black king · h8 black rook · a7 black pawn · b7 black pawn · d7 black pawn · f7 black pawn · g7 black bishop · h7 black pawn · c6 black knight · g6 black pawn · c3 white knight · d3 white rook · f3 white knight · a2 white pawn · b2 white pawn · c2 white pawn · f2 white pawn · g2 white pawn · h2 white pawn · d1 white rook · g1 white king | 2 |
| 1 | a8 black rook · d8 black king · h8 black rook · a7 black pawn · b7 black pawn · d7 black pawn · f7 black pawn · g7 black bishop · h7 black pawn · c6 black knight · g6 black pawn · c3 white knight · d3 white rook · f3 white knight · a2 white pawn · b2 white pawn · c2 white pawn · f2 white pawn · g2 white pawn · h2 white pawn · d1 white rook · g1 white king | a8 black rook · d8 black king · h8 black rook · a7 black pawn · b7 black pawn · d7 black pawn · f7 black pawn · g7 black bishop · h7 black pawn · c6 black knight · g6 black pawn · c3 white knight · d3 white rook · f3 white knight · a2 white pawn · b2 white pawn · c2 white pawn · f2 white pawn · g2 white pawn · h2 white pawn · d1 white rook · g1 white king | a8 black rook · d8 black king · h8 black rook · a7 black pawn · b7 black pawn · d7 black pawn · f7 black pawn · g7 black bishop · h7 black pawn · c6 black knight · g6 black pawn · c3 white knight · d3 white rook · f3 white knight · a2 white pawn · b2 white pawn · c2 white pawn · f2 white pawn · g2 white pawn · h2 white pawn · d1 white rook · g1 white king | a8 black rook · d8 black king · h8 black rook · a7 black pawn · b7 black pawn · d7 black pawn · f7 black pawn · g7 black bishop · h7 black pawn · c6 black knight · g6 black pawn · c3 white knight · d3 white rook · f3 white knight · a2 white pawn · b2 white pawn · c2 white pawn · f2 white pawn · g2 white pawn · h2 white pawn · d1 white rook · g1 white king | a8 black rook · d8 black king · h8 black rook · a7 black pawn · b7 black pawn · d7 black pawn · f7 black pawn · g7 black bishop · h7 black pawn · c6 black knight · g6 black pawn · c3 white knight · d3 white rook · f3 white knight · a2 white pawn · b2 white pawn · c2 white pawn · f2 white pawn · g2 white pawn · h2 white pawn · d1 white rook · g1 white king | a8 black rook · d8 black king · h8 black rook · a7 black pawn · b7 black pawn · d7 black pawn · f7 black pawn · g7 black bishop · h7 black pawn · c6 black knight · g6 black pawn · c3 white knight · d3 white rook · f3 white knight · a2 white pawn · b2 white pawn · c2 white pawn · f2 white pawn · g2 white pawn · h2 white pawn · d1 white rook · g1 white king | a8 black rook · d8 black king · h8 black rook · a7 black pawn · b7 black pawn · d7 black pawn · f7 black pawn · g7 black bishop · h7 black pawn · c6 black knight · g6 black pawn · c3 white knight · d3 white rook · f3 white knight · a2 white pawn · b2 white pawn · c2 white pawn · f2 white pawn · g2 white pawn · h2 white pawn · d1 white rook · g1 white king | a8 black rook · d8 black king · h8 black rook · a7 black pawn · b7 black pawn · d7 black pawn · f7 black pawn · g7 black bishop · h7 black pawn · c6 black knight · g6 black pawn · c3 white knight · d3 white rook · f3 white knight · a2 white pawn · b2 white pawn · c2 white pawn · f2 white pawn · g2 white pawn · h2 white pawn · d1 white rook · g1 white king | 1 |
|   | a | b | c | d | e | f | g | h |   |

Батерија у шаху је формација која се састоји од двије или више фигура у истом реду, колиони, или дијагонали. То је шаховска тактика која укључена у планирање низа заузимања да би се уклонила заштита краља противника, или да би се једноставно стекло у размјенама.
Остали шаховски аутори ограничавају батерију на аранжман од двије фигуре у линији са непријатељским краљем у реду, колони, или дијагонали тако да се централна фигура помјери и настаће откривени шах. Међутим, Chessgames.com блоговима и напоменама о играма на другим шаховским веб локацијама, овај термин се такође користи у случајевима када помјерање средњег дијела открива опасност осим шаха дуж отворене линије.

## Дискусија и примјери
Нарочито је ефикасно формирање батерије користећи топове зато што могу бити комбиновани да заузму исзи ред или колону. У теорији ловци могу да формирају батерију усљед промоције пјешака у ловца освајајући дијагоналу као и други ловац. У стварним играма, међутим, дама и топови су често запослени.
Батерије се често користе као дио комбинације која може укључивати и друге врсте шаховских тактика. У неким шаховским отварањима, дама је често укључена у постављање и постаје дио батерије, али је резервисана за коначно заузимање у серији размјене фигура.
. На примјер, у главној линији сицилијанске одбране ларалтеризовано са 2. Сц3 Сц6 3. г3 г6 4. Лг2 Лг7 5. д3 д6, гдје су главне опције бијелога 6. Лe3 праћен са Дд2 и 0-0-0; и 6. ф4 праћено са Сф3 и 0-0, бијелова намјера је да формира батерију са својим топовима
|   | a | b | c | d | e | f | g | h |   |
| 8 | a8 black rook · b8 black knight · d8 black queen · e8 black king · h8 black rook · a7 black pawn · b7 black pawn · e7 black pawn · f7 black pawn · g7 black bishop · h7 black pawn · d6 black pawn · f6 black knight · g6 black pawn · f4 white pawn · c3 white knight · d3 white pawn · e3 white rook · f3 white knight · g3 white pawn · a2 white pawn · b2 white pawn · c2 white pawn · e2 white queen · g2 white bishop · h2 white pawn · c1 white king · e1 white rook | a8 black rook · b8 black knight · d8 black queen · e8 black king · h8 black rook · a7 black pawn · b7 black pawn · e7 black pawn · f7 black pawn · g7 black bishop · h7 black pawn · d6 black pawn · f6 black knight · g6 black pawn · f4 white pawn · c3 white knight · d3 white pawn · e3 white rook · f3 white knight · g3 white pawn · a2 white pawn · b2 white pawn · c2 white pawn · e2 white queen · g2 white bishop · h2 white pawn · c1 white king · e1 white rook | a8 black rook · b8 black knight · d8 black queen · e8 black king · h8 black rook · a7 black pawn · b7 black pawn · e7 black pawn · f7 black pawn · g7 black bishop · h7 black pawn · d6 black pawn · f6 black knight · g6 black pawn · f4 white pawn · c3 white knight · d3 white pawn · e3 white rook · f3 white knight · g3 white pawn · a2 white pawn · b2 white pawn · c2 white pawn · e2 white queen · g2 white bishop · h2 white pawn · c1 white king · e1 white rook | a8 black rook · b8 black knight · d8 black queen · e8 black king · h8 black rook · a7 black pawn · b7 black pawn · e7 black pawn · f7 black pawn · g7 black bishop · h7 black pawn · d6 black pawn · f6 black knight · g6 black pawn · f4 white pawn · c3 white knight · d3 white pawn · e3 white rook · f3 white knight · g3 white pawn · a2 white pawn · b2 white pawn · c2 white pawn · e2 white queen · g2 white bishop · h2 white pawn · c1 white king · e1 white rook | a8 black rook · b8 black knight · d8 black queen · e8 black king · h8 black rook · a7 black pawn · b7 black pawn · e7 black pawn · f7 black pawn · g7 black bishop · h7 black pawn · d6 black pawn · f6 black knight · g6 black pawn · f4 white pawn · c3 white knight · d3 white pawn · e3 white rook · f3 white knight · g3 white pawn · a2 white pawn · b2 white pawn · c2 white pawn · e2 white queen · g2 white bishop · h2 white pawn · c1 white king · e1 white rook | a8 black rook · b8 black knight · d8 black queen · e8 black king · h8 black rook · a7 black pawn · b7 black pawn · e7 black pawn · f7 black pawn · g7 black bishop · h7 black pawn · d6 black pawn · f6 black knight · g6 black pawn · f4 white pawn · c3 white knight · d3 white pawn · e3 white rook · f3 white knight · g3 white pawn · a2 white pawn · b2 white pawn · c2 white pawn · e2 white queen · g2 white bishop · h2 white pawn · c1 white king · e1 white rook | a8 black rook · b8 black knight · d8 black queen · e8 black king · h8 black rook · a7 black pawn · b7 black pawn · e7 black pawn · f7 black pawn · g7 black bishop · h7 black pawn · d6 black pawn · f6 black knight · g6 black pawn · f4 white pawn · c3 white knight · d3 white pawn · e3 white rook · f3 white knight · g3 white pawn · a2 white pawn · b2 white pawn · c2 white pawn · e2 white queen · g2 white bishop · h2 white pawn · c1 white king · e1 white rook | a8 black rook · b8 black knight · d8 black queen · e8 black king · h8 black rook · a7 black pawn · b7 black pawn · e7 black pawn · f7 black pawn · g7 black bishop · h7 black pawn · d6 black pawn · f6 black knight · g6 black pawn · f4 white pawn · c3 white knight · d3 white pawn · e3 white rook · f3 white knight · g3 white pawn · a2 white pawn · b2 white pawn · c2 white pawn · e2 white queen · g2 white bishop · h2 white pawn · c1 white king · e1 white rook | 8 |
| 7 | a8 black rook · b8 black knight · d8 black queen · e8 black king · h8 black rook · a7 black pawn · b7 black pawn · e7 black pawn · f7 black pawn · g7 black bishop · h7 black pawn · d6 black pawn · f6 black knight · g6 black pawn · f4 white pawn · c3 white knight · d3 white pawn · e3 white rook · f3 white knight · g3 white pawn · a2 white pawn · b2 white pawn · c2 white pawn · e2 white queen · g2 white bishop · h2 white pawn · c1 white king · e1 white rook | a8 black rook · b8 black knight · d8 black queen · e8 black king · h8 black rook · a7 black pawn · b7 black pawn · e7 black pawn · f7 black pawn · g7 black bishop · h7 black pawn · d6 black pawn · f6 black knight · g6 black pawn · f4 white pawn · c3 white knight · d3 white pawn · e3 white rook · f3 white knight · g3 white pawn · a2 white pawn · b2 white pawn · c2 white pawn · e2 white queen · g2 white bishop · h2 white pawn · c1 white king · e1 white rook | a8 black rook · b8 black knight · d8 black queen · e8 black king · h8 black rook · a7 black pawn · b7 black pawn · e7 black pawn · f7 black pawn · g7 black bishop · h7 black pawn · d6 black pawn · f6 black knight · g6 black pawn · f4 white pawn · c3 white knight · d3 white pawn · e3 white rook · f3 white knight · g3 white pawn · a2 white pawn · b2 white pawn · c2 white pawn · e2 white queen · g2 white bishop · h2 white pawn · c1 white king · e1 white rook | a8 black rook · b8 black knight · d8 black queen · e8 black king · h8 black rook · a7 black pawn · b7 black pawn · e7 black pawn · f7 black pawn · g7 black bishop · h7 black pawn · d6 black pawn · f6 black knight · g6 black pawn · f4 white pawn · c3 white knight · d3 white pawn · e3 white rook · f3 white knight · g3 white pawn · a2 white pawn · b2 white pawn · c2 white pawn · e2 white queen · g2 white bishop · h2 white pawn · c1 white king · e1 white rook | a8 black rook · b8 black knight · d8 black queen · e8 black king · h8 black rook · a7 black pawn · b7 black pawn · e7 black pawn · f7 black pawn · g7 black bishop · h7 black pawn · d6 black pawn · f6 black knight · g6 black pawn · f4 white pawn · c3 white knight · d3 white pawn · e3 white rook · f3 white knight · g3 white pawn · a2 white pawn · b2 white pawn · c2 white pawn · e2 white queen · g2 white bishop · h2 white pawn · c1 white king · e1 white rook | a8 black rook · b8 black knight · d8 black queen · e8 black king · h8 black rook · a7 black pawn · b7 black pawn · e7 black pawn · f7 black pawn · g7 black bishop · h7 black pawn · d6 black pawn · f6 black knight · g6 black pawn · f4 white pawn · c3 white knight · d3 white pawn · e3 white rook · f3 white knight · g3 white pawn · a2 white pawn · b2 white pawn · c2 white pawn · e2 white queen · g2 white bishop · h2 white pawn · c1 white king · e1 white rook | a8 black rook · b8 black knight · d8 black queen · e8 black king · h8 black rook · a7 black pawn · b7 black pawn · e7 black pawn · f7 black pawn · g7 black bishop · h7 black pawn · d6 black pawn · f6 black knight · g6 black pawn · f4 white pawn · c3 white knight · d3 white pawn · e3 white rook · f3 white knight · g3 white pawn · a2 white pawn · b2 white pawn · c2 white pawn · e2 white queen · g2 white bishop · h2 white pawn · c1 white king · e1 white rook | a8 black rook · b8 black knight · d8 black queen · e8 black king · h8 black rook · a7 black pawn · b7 black pawn · e7 black pawn · f7 black pawn · g7 black bishop · h7 black pawn · d6 black pawn · f6 black knight · g6 black pawn · f4 white pawn · c3 white knight · d3 white pawn · e3 white rook · f3 white knight · g3 white pawn · a2 white pawn · b2 white pawn · c2 white pawn · e2 white queen · g2 white bishop · h2 white pawn · c1 white king · e1 white rook | 7 |
| 6 | a8 black rook · b8 black knight · d8 black queen · e8 black king · h8 black rook · a7 black pawn · b7 black pawn · e7 black pawn · f7 black pawn · g7 black bishop · h7 black pawn · d6 black pawn · f6 black knight · g6 black pawn · f4 white pawn · c3 white knight · d3 white pawn · e3 white rook · f3 white knight · g3 white pawn · a2 white pawn · b2 white pawn · c2 white pawn · e2 white queen · g2 white bishop · h2 white pawn · c1 white king · e1 white rook | a8 black rook · b8 black knight · d8 black queen · e8 black king · h8 black rook · a7 black pawn · b7 black pawn · e7 black pawn · f7 black pawn · g7 black bishop · h7 black pawn · d6 black pawn · f6 black knight · g6 black pawn · f4 white pawn · c3 white knight · d3 white pawn · e3 white rook · f3 white knight · g3 white pawn · a2 white pawn · b2 white pawn · c2 white pawn · e2 white queen · g2 white bishop · h2 white pawn · c1 white king · e1 white rook | a8 black rook · b8 black knight · d8 black queen · e8 black king · h8 black rook · a7 black pawn · b7 black pawn · e7 black pawn · f7 black pawn · g7 black bishop · h7 black pawn · d6 black pawn · f6 black knight · g6 black pawn · f4 white pawn · c3 white knight · d3 white pawn · e3 white rook · f3 white knight · g3 white pawn · a2 white pawn · b2 white pawn · c2 white pawn · e2 white queen · g2 white bishop · h2 white pawn · c1 white king · e1 white rook | a8 black rook · b8 black knight · d8 black queen · e8 black king · h8 black rook · a7 black pawn · b7 black pawn · e7 black pawn · f7 black pawn · g7 black bishop · h7 black pawn · d6 black pawn · f6 black knight · g6 black pawn · f4 white pawn · c3 white knight · d3 white pawn · e3 white rook · f3 white knight · g3 white pawn · a2 white pawn · b2 white pawn · c2 white pawn · e2 white queen · g2 white bishop · h2 white pawn · c1 white king · e1 white rook | a8 black rook · b8 black knight · d8 black queen · e8 black king · h8 black rook · a7 black pawn · b7 black pawn · e7 black pawn · f7 black pawn · g7 black bishop · h7 black pawn · d6 black pawn · f6 black knight · g6 black pawn · f4 white pawn · c3 white knight · d3 white pawn · e3 white rook · f3 white knight · g3 white pawn · a2 white pawn · b2 white pawn · c2 white pawn · e2 white queen · g2 white bishop · h2 white pawn · c1 white king · e1 white rook | a8 black rook · b8 black knight · d8 black queen · e8 black king · h8 black rook · a7 black pawn · b7 black pawn · e7 black pawn · f7 black pawn · g7 black bishop · h7 black pawn · d6 black pawn · f6 black knight · g6 black pawn · f4 white pawn · c3 white knight · d3 white pawn · e3 white rook · f3 white knight · g3 white pawn · a2 white pawn · b2 white pawn · c2 white pawn · e2 white queen · g2 white bishop · h2 white pawn · c1 white king · e1 white rook | a8 black rook · b8 black knight · d8 black queen · e8 black king · h8 black rook · a7 black pawn · b7 black pawn · e7 black pawn · f7 black pawn · g7 black bishop · h7 black pawn · d6 black pawn · f6 black knight · g6 black pawn · f4 white pawn · c3 white knight · d3 white pawn · e3 white rook · f3 white knight · g3 white pawn · a2 white pawn · b2 white pawn · c2 white pawn · e2 white queen · g2 white bishop · h2 white pawn · c1 white king · e1 white rook | a8 black rook · b8 black knight · d8 black queen · e8 black king · h8 black rook · a7 black pawn · b7 black pawn · e7 black pawn · f7 black pawn · g7 black bishop · h7 black pawn · d6 black pawn · f6 black knight · g6 black pawn · f4 white pawn · c3 white knight · d3 white pawn · e3 white rook · f3 white knight · g3 white pawn · a2 white pawn · b2 white pawn · c2 white pawn · e2 white queen · g2 white bishop · h2 white pawn · c1 white king · e1 white rook | 6 |
| 5 | a8 black rook · b8 black knight · d8 black queen · e8 black king · h8 black rook · a7 black pawn · b7 black pawn · e7 black pawn · f7 black pawn · g7 black bishop · h7 black pawn · d6 black pawn · f6 black knight · g6 black pawn · f4 white pawn · c3 white knight · d3 white pawn · e3 white rook · f3 white knight · g3 white pawn · a2 white pawn · b2 white pawn · c2 white pawn · e2 white queen · g2 white bishop · h2 white pawn · c1 white king · e1 white rook | a8 black rook · b8 black knight · d8 black queen · e8 black king · h8 black rook · a7 black pawn · b7 black pawn · e7 black pawn · f7 black pawn · g7 black bishop · h7 black pawn · d6 black pawn · f6 black knight · g6 black pawn · f4 white pawn · c3 white knight · d3 white pawn · e3 white rook · f3 white knight · g3 white pawn · a2 white pawn · b2 white pawn · c2 white pawn · e2 white queen · g2 white bishop · h2 white pawn · c1 white king · e1 white rook | a8 black rook · b8 black knight · d8 black queen · e8 black king · h8 black rook · a7 black pawn · b7 black pawn · e7 black pawn · f7 black pawn · g7 black bishop · h7 black pawn · d6 black pawn · f6 black knight · g6 black pawn · f4 white pawn · c3 white knight · d3 white pawn · e3 white rook · f3 white knight · g3 white pawn · a2 white pawn · b2 white pawn · c2 white pawn · e2 white queen · g2 white bishop · h2 white pawn · c1 white king · e1 white rook | a8 black rook · b8 black knight · d8 black queen · e8 black king · h8 black rook · a7 black pawn · b7 black pawn · e7 black pawn · f7 black pawn · g7 black bishop · h7 black pawn · d6 black pawn · f6 black knight · g6 black pawn · f4 white pawn · c3 white knight · d3 white pawn · e3 white rook · f3 white knight · g3 white pawn · a2 white pawn · b2 white pawn · c2 white pawn · e2 white queen · g2 white bishop · h2 white pawn · c1 white king · e1 white rook | a8 black rook · b8 black knight · d8 black queen · e8 black king · h8 black rook · a7 black pawn · b7 black pawn · e7 black pawn · f7 black pawn · g7 black bishop · h7 black pawn · d6 black pawn · f6 black knight · g6 black pawn · f4 white pawn · c3 white knight · d3 white pawn · e3 white rook · f3 white knight · g3 white pawn · a2 white pawn · b2 white pawn · c2 white pawn · e2 white queen · g2 white bishop · h2 white pawn · c1 white king · e1 white rook | a8 black rook · b8 black knight · d8 black queen · e8 black king · h8 black rook · a7 black pawn · b7 black pawn · e7 black pawn · f7 black pawn · g7 black bishop · h7 black pawn · d6 black pawn · f6 black knight · g6 black pawn · f4 white pawn · c3 white knight · d3 white pawn · e3 white rook · f3 white knight · g3 white pawn · a2 white pawn · b2 white pawn · c2 white pawn · e2 white queen · g2 white bishop · h2 white pawn · c1 white king · e1 white rook | a8 black rook · b8 black knight · d8 black queen · e8 black king · h8 black rook · a7 black pawn · b7 black pawn · e7 black pawn · f7 black pawn · g7 black bishop · h7 black pawn · d6 black pawn · f6 black knight · g6 black pawn · f4 white pawn · c3 white knight · d3 white pawn · e3 white rook · f3 white knight · g3 white pawn · a2 white pawn · b2 white pawn · c2 white pawn · e2 white queen · g2 white bishop · h2 white pawn · c1 white king · e1 white rook | a8 black rook · b8 black knight · d8 black queen · e8 black king · h8 black rook · a7 black pawn · b7 black pawn · e7 black pawn · f7 black pawn · g7 black bishop · h7 black pawn · d6 black pawn · f6 black knight · g6 black pawn · f4 white pawn · c3 white knight · d3 white pawn · e3 white rook · f3 white knight · g3 white pawn · a2 white pawn · b2 white pawn · c2 white pawn · e2 white queen · g2 white bishop · h2 white pawn · c1 white king · e1 white rook | 5 |
| 4 | a8 black rook · b8 black knight · d8 black queen · e8 black king · h8 black rook · a7 black pawn · b7 black pawn · e7 black pawn · f7 black pawn · g7 black bishop · h7 black pawn · d6 black pawn · f6 black knight · g6 black pawn · f4 white pawn · c3 white knight · d3 white pawn · e3 white rook · f3 white knight · g3 white pawn · a2 white pawn · b2 white pawn · c2 white pawn · e2 white queen · g2 white bishop · h2 white pawn · c1 white king · e1 white rook | a8 black rook · b8 black knight · d8 black queen · e8 black king · h8 black rook · a7 black pawn · b7 black pawn · e7 black pawn · f7 black pawn · g7 black bishop · h7 black pawn · d6 black pawn · f6 black knight · g6 black pawn · f4 white pawn · c3 white knight · d3 white pawn · e3 white rook · f3 white knight · g3 white pawn · a2 white pawn · b2 white pawn · c2 white pawn · e2 white queen · g2 white bishop · h2 white pawn · c1 white king · e1 white rook | a8 black rook · b8 black knight · d8 black queen · e8 black king · h8 black rook · a7 black pawn · b7 black pawn · e7 black pawn · f7 black pawn · g7 black bishop · h7 black pawn · d6 black pawn · f6 black knight · g6 black pawn · f4 white pawn · c3 white knight · d3 white pawn · e3 white rook · f3 white knight · g3 white pawn · a2 white pawn · b2 white pawn · c2 white pawn · e2 white queen · g2 white bishop · h2 white pawn · c1 white king · e1 white rook | a8 black rook · b8 black knight · d8 black queen · e8 black king · h8 black rook · a7 black pawn · b7 black pawn · e7 black pawn · f7 black pawn · g7 black bishop · h7 black pawn · d6 black pawn · f6 black knight · g6 black pawn · f4 white pawn · c3 white knight · d3 white pawn · e3 white rook · f3 white knight · g3 white pawn · a2 white pawn · b2 white pawn · c2 white pawn · e2 white queen · g2 white bishop · h2 white pawn · c1 white king · e1 white rook | a8 black rook · b8 black knight · d8 black queen · e8 black king · h8 black rook · a7 black pawn · b7 black pawn · e7 black pawn · f7 black pawn · g7 black bishop · h7 black pawn · d6 black pawn · f6 black knight · g6 black pawn · f4 white pawn · c3 white knight · d3 white pawn · e3 white rook · f3 white knight · g3 white pawn · a2 white pawn · b2 white pawn · c2 white pawn · e2 white queen · g2 white bishop · h2 white pawn · c1 white king · e1 white rook | a8 black rook · b8 black knight · d8 black queen · e8 black king · h8 black rook · a7 black pawn · b7 black pawn · e7 black pawn · f7 black pawn · g7 black bishop · h7 black pawn · d6 black pawn · f6 black knight · g6 black pawn · f4 white pawn · c3 white knight · d3 white pawn · e3 white rook · f3 white knight · g3 white pawn · a2 white pawn · b2 white pawn · c2 white pawn · e2 white queen · g2 white bishop · h2 white pawn · c1 white king · e1 white rook | a8 black rook · b8 black knight · d8 black queen · e8 black king · h8 black rook · a7 black pawn · b7 black pawn · e7 black pawn · f7 black pawn · g7 black bishop · h7 black pawn · d6 black pawn · f6 black knight · g6 black pawn · f4 white pawn · c3 white knight · d3 white pawn · e3 white rook · f3 white knight · g3 white pawn · a2 white pawn · b2 white pawn · c2 white pawn · e2 white queen · g2 white bishop · h2 white pawn · c1 white king · e1 white rook | a8 black rook · b8 black knight · d8 black queen · e8 black king · h8 black rook · a7 black pawn · b7 black pawn · e7 black pawn · f7 black pawn · g7 black bishop · h7 black pawn · d6 black pawn · f6 black knight · g6 black pawn · f4 white pawn · c3 white knight · d3 white pawn · e3 white rook · f3 white knight · g3 white pawn · a2 white pawn · b2 white pawn · c2 white pawn · e2 white queen · g2 white bishop · h2 white pawn · c1 white king · e1 white rook | 4 |
| 3 | a8 black rook · b8 black knight · d8 black queen · e8 black king · h8 black rook · a7 black pawn · b7 black pawn · e7 black pawn · f7 black pawn · g7 black bishop · h7 black pawn · d6 black pawn · f6 black knight · g6 black pawn · f4 white pawn · c3 white knight · d3 white pawn · e3 white rook · f3 white knight · g3 white pawn · a2 white pawn · b2 white pawn · c2 white pawn · e2 white queen · g2 white bishop · h2 white pawn · c1 white king · e1 white rook | a8 black rook · b8 black knight · d8 black queen · e8 black king · h8 black rook · a7 black pawn · b7 black pawn · e7 black pawn · f7 black pawn · g7 black bishop · h7 black pawn · d6 black pawn · f6 black knight · g6 black pawn · f4 white pawn · c3 white knight · d3 white pawn · e3 white rook · f3 white knight · g3 white pawn · a2 white pawn · b2 white pawn · c2 white pawn · e2 white queen · g2 white bishop · h2 white pawn · c1 white king · e1 white rook | a8 black rook · b8 black knight · d8 black queen · e8 black king · h8 black rook · a7 black pawn · b7 black pawn · e7 black pawn · f7 black pawn · g7 black bishop · h7 black pawn · d6 black pawn · f6 black knight · g6 black pawn · f4 white pawn · c3 white knight · d3 white pawn · e3 white rook · f3 white knight · g3 white pawn · a2 white pawn · b2 white pawn · c2 white pawn · e2 white queen · g2 white bishop · h2 white pawn · c1 white king · e1 white rook | a8 black rook · b8 black knight · d8 black queen · e8 black king · h8 black rook · a7 black pawn · b7 black pawn · e7 black pawn · f7 black pawn · g7 black bishop · h7 black pawn · d6 black pawn · f6 black knight · g6 black pawn · f4 white pawn · c3 white knight · d3 white pawn · e3 white rook · f3 white knight · g3 white pawn · a2 white pawn · b2 white pawn · c2 white pawn · e2 white queen · g2 white bishop · h2 white pawn · c1 white king · e1 white rook | a8 black rook · b8 black knight · d8 black queen · e8 black king · h8 black rook · a7 black pawn · b7 black pawn · e7 black pawn · f7 black pawn · g7 black bishop · h7 black pawn · d6 black pawn · f6 black knight · g6 black pawn · f4 white pawn · c3 white knight · d3 white pawn · e3 white rook · f3 white knight · g3 white pawn · a2 white pawn · b2 white pawn · c2 white pawn · e2 white queen · g2 white bishop · h2 white pawn · c1 white king · e1 white rook | a8 black rook · b8 black knight · d8 black queen · e8 black king · h8 black rook · a7 black pawn · b7 black pawn · e7 black pawn · f7 black pawn · g7 black bishop · h7 black pawn · d6 black pawn · f6 black knight · g6 black pawn · f4 white pawn · c3 white knight · d3 white pawn · e3 white rook · f3 white knight · g3 white pawn · a2 white pawn · b2 white pawn · c2 white pawn · e2 white queen · g2 white bishop · h2 white pawn · c1 white king · e1 white rook | a8 black rook · b8 black knight · d8 black queen · e8 black king · h8 black rook · a7 black pawn · b7 black pawn · e7 black pawn · f7 black pawn · g7 black bishop · h7 black pawn · d6 black pawn · f6 black knight · g6 black pawn · f4 white pawn · c3 white knight · d3 white pawn · e3 white rook · f3 white knight · g3 white pawn · a2 white pawn · b2 white pawn · c2 white pawn · e2 white queen · g2 white bishop · h2 white pawn · c1 white king · e1 white rook | a8 black rook · b8 black knight · d8 black queen · e8 black king · h8 black rook · a7 black pawn · b7 black pawn · e7 black pawn · f7 black pawn · g7 black bishop · h7 black pawn · d6 black pawn · f6 black knight · g6 black pawn · f4 white pawn · c3 white knight · d3 white pawn · e3 white rook · f3 white knight · g3 white pawn · a2 white pawn · b2 white pawn · c2 white pawn · e2 white queen · g2 white bishop · h2 white pawn · c1 white king · e1 white rook | 3 |
| 2 | a8 black rook · b8 black knight · d8 black queen · e8 black king · h8 black rook · a7 black pawn · b7 black pawn · e7 black pawn · f7 black pawn · g7 black bishop · h7 black pawn · d6 black pawn · f6 black knight · g6 black pawn · f4 white pawn · c3 white knight · d3 white pawn · e3 white rook · f3 white knight · g3 white pawn · a2 white pawn · b2 white pawn · c2 white pawn · e2 white queen · g2 white bishop · h2 white pawn · c1 white king · e1 white rook | a8 black rook · b8 black knight · d8 black queen · e8 black king · h8 black rook · a7 black pawn · b7 black pawn · e7 black pawn · f7 black pawn · g7 black bishop · h7 black pawn · d6 black pawn · f6 black knight · g6 black pawn · f4 white pawn · c3 white knight · d3 white pawn · e3 white rook · f3 white knight · g3 white pawn · a2 white pawn · b2 white pawn · c2 white pawn · e2 white queen · g2 white bishop · h2 white pawn · c1 white king · e1 white rook | a8 black rook · b8 black knight · d8 black queen · e8 black king · h8 black rook · a7 black pawn · b7 black pawn · e7 black pawn · f7 black pawn · g7 black bishop · h7 black pawn · d6 black pawn · f6 black knight · g6 black pawn · f4 white pawn · c3 white knight · d3 white pawn · e3 white rook · f3 white knight · g3 white pawn · a2 white pawn · b2 white pawn · c2 white pawn · e2 white queen · g2 white bishop · h2 white pawn · c1 white king · e1 white rook | a8 black rook · b8 black knight · d8 black queen · e8 black king · h8 black rook · a7 black pawn · b7 black pawn · e7 black pawn · f7 black pawn · g7 black bishop · h7 black pawn · d6 black pawn · f6 black knight · g6 black pawn · f4 white pawn · c3 white knight · d3 white pawn · e3 white rook · f3 white knight · g3 white pawn · a2 white pawn · b2 white pawn · c2 white pawn · e2 white queen · g2 white bishop · h2 white pawn · c1 white king · e1 white rook | a8 black rook · b8 black knight · d8 black queen · e8 black king · h8 black rook · a7 black pawn · b7 black pawn · e7 black pawn · f7 black pawn · g7 black bishop · h7 black pawn · d6 black pawn · f6 black knight · g6 black pawn · f4 white pawn · c3 white knight · d3 white pawn · e3 white rook · f3 white knight · g3 white pawn · a2 white pawn · b2 white pawn · c2 white pawn · e2 white queen · g2 white bishop · h2 white pawn · c1 white king · e1 white rook | a8 black rook · b8 black knight · d8 black queen · e8 black king · h8 black rook · a7 black pawn · b7 black pawn · e7 black pawn · f7 black pawn · g7 black bishop · h7 black pawn · d6 black pawn · f6 black knight · g6 black pawn · f4 white pawn · c3 white knight · d3 white pawn · e3 white rook · f3 white knight · g3 white pawn · a2 white pawn · b2 white pawn · c2 white pawn · e2 white queen · g2 white bishop · h2 white pawn · c1 white king · e1 white rook | a8 black rook · b8 black knight · d8 black queen · e8 black king · h8 black rook · a7 black pawn · b7 black pawn · e7 black pawn · f7 black pawn · g7 black bishop · h7 black pawn · d6 black pawn · f6 black knight · g6 black pawn · f4 white pawn · c3 white knight · d3 white pawn · e3 white rook · f3 white knight · g3 white pawn · a2 white pawn · b2 white pawn · c2 white pawn · e2 white queen · g2 white bishop · h2 white pawn · c1 white king · e1 white rook | a8 black rook · b8 black knight · d8 black queen · e8 black king · h8 black rook · a7 black pawn · b7 black pawn · e7 black pawn · f7 black pawn · g7 black bishop · h7 black pawn · d6 black pawn · f6 black knight · g6 black pawn · f4 white pawn · c3 white knight · d3 white pawn · e3 white rook · f3 white knight · g3 white pawn · a2 white pawn · b2 white pawn · c2 white pawn · e2 white queen · g2 white bishop · h2 white pawn · c1 white king · e1 white rook | 2 |
| 1 | a8 black rook · b8 black knight · d8 black queen · e8 black king · h8 black rook · a7 black pawn · b7 black pawn · e7 black pawn · f7 black pawn · g7 black bishop · h7 black pawn · d6 black pawn · f6 black knight · g6 black pawn · f4 white pawn · c3 white knight · d3 white pawn · e3 white rook · f3 white knight · g3 white pawn · a2 white pawn · b2 white pawn · c2 white pawn · e2 white queen · g2 white bishop · h2 white pawn · c1 white king · e1 white rook | a8 black rook · b8 black knight · d8 black queen · e8 black king · h8 black rook · a7 black pawn · b7 black pawn · e7 black pawn · f7 black pawn · g7 black bishop · h7 black pawn · d6 black pawn · f6 black knight · g6 black pawn · f4 white pawn · c3 white knight · d3 white pawn · e3 white rook · f3 white knight · g3 white pawn · a2 white pawn · b2 white pawn · c2 white pawn · e2 white queen · g2 white bishop · h2 white pawn · c1 white king · e1 white rook | a8 black rook · b8 black knight · d8 black queen · e8 black king · h8 black rook · a7 black pawn · b7 black pawn · e7 black pawn · f7 black pawn · g7 black bishop · h7 black pawn · d6 black pawn · f6 black knight · g6 black pawn · f4 white pawn · c3 white knight · d3 white pawn · e3 white rook · f3 white knight · g3 white pawn · a2 white pawn · b2 white pawn · c2 white pawn · e2 white queen · g2 white bishop · h2 white pawn · c1 white king · e1 white rook | a8 black rook · b8 black knight · d8 black queen · e8 black king · h8 black rook · a7 black pawn · b7 black pawn · e7 black pawn · f7 black pawn · g7 black bishop · h7 black pawn · d6 black pawn · f6 black knight · g6 black pawn · f4 white pawn · c3 white knight · d3 white pawn · e3 white rook · f3 white knight · g3 white pawn · a2 white pawn · b2 white pawn · c2 white pawn · e2 white queen · g2 white bishop · h2 white pawn · c1 white king · e1 white rook | a8 black rook · b8 black knight · d8 black queen · e8 black king · h8 black rook · a7 black pawn · b7 black pawn · e7 black pawn · f7 black pawn · g7 black bishop · h7 black pawn · d6 black pawn · f6 black knight · g6 black pawn · f4 white pawn · c3 white knight · d3 white pawn · e3 white rook · f3 white knight · g3 white pawn · a2 white pawn · b2 white pawn · c2 white pawn · e2 white queen · g2 white bishop · h2 white pawn · c1 white king · e1 white rook | a8 black rook · b8 black knight · d8 black queen · e8 black king · h8 black rook · a7 black pawn · b7 black pawn · e7 black pawn · f7 black pawn · g7 black bishop · h7 black pawn · d6 black pawn · f6 black knight · g6 black pawn · f4 white pawn · c3 white knight · d3 white pawn · e3 white rook · f3 white knight · g3 white pawn · a2 white pawn · b2 white pawn · c2 white pawn · e2 white queen · g2 white bishop · h2 white pawn · c1 white king · e1 white rook | a8 black rook · b8 black knight · d8 black queen · e8 black king · h8 black rook · a7 black pawn · b7 black pawn · e7 black pawn · f7 black pawn · g7 black bishop · h7 black pawn · d6 black pawn · f6 black knight · g6 black pawn · f4 white pawn · c3 white knight · d3 white pawn · e3 white rook · f3 white knight · g3 white pawn · a2 white pawn · b2 white pawn · c2 white pawn · e2 white queen · g2 white bishop · h2 white pawn · c1 white king · e1 white rook | a8 black rook · b8 black knight · d8 black queen · e8 black king · h8 black rook · a7 black pawn · b7 black pawn · e7 black pawn · f7 black pawn · g7 black bishop · h7 black pawn · d6 black pawn · f6 black knight · g6 black pawn · f4 white pawn · c3 white knight · d3 white pawn · e3 white rook · f3 white knight · g3 white pawn · a2 white pawn · b2 white pawn · c2 white pawn · e2 white queen · g2 white bishop · h2 white pawn · c1 white king · e1 white rook | 1 |
|   | a | b | c | d | e | f | g | h |   |

|   | a | b | c | d | e | f | g | h |   |
| 8 | a8 white king · a7 white pawn · b7 white knight · c7 black king · a6 white bishop · h6 black pawn · d5 black bishop · b4 white pawn · h2 black pawn | a8 white king · a7 white pawn · b7 white knight · c7 black king · a6 white bishop · h6 black pawn · d5 black bishop · b4 white pawn · h2 black pawn | a8 white king · a7 white pawn · b7 white knight · c7 black king · a6 white bishop · h6 black pawn · d5 black bishop · b4 white pawn · h2 black pawn | a8 white king · a7 white pawn · b7 white knight · c7 black king · a6 white bishop · h6 black pawn · d5 black bishop · b4 white pawn · h2 black pawn | a8 white king · a7 white pawn · b7 white knight · c7 black king · a6 white bishop · h6 black pawn · d5 black bishop · b4 white pawn · h2 black pawn | a8 white king · a7 white pawn · b7 white knight · c7 black king · a6 white bishop · h6 black pawn · d5 black bishop · b4 white pawn · h2 black pawn | a8 white king · a7 white pawn · b7 white knight · c7 black king · a6 white bishop · h6 black pawn · d5 black bishop · b4 white pawn · h2 black pawn | a8 white king · a7 white pawn · b7 white knight · c7 black king · a6 white bishop · h6 black pawn · d5 black bishop · b4 white pawn · h2 black pawn | 8 |
| 7 | a8 white king · a7 white pawn · b7 white knight · c7 black king · a6 white bishop · h6 black pawn · d5 black bishop · b4 white pawn · h2 black pawn | a8 white king · a7 white pawn · b7 white knight · c7 black king · a6 white bishop · h6 black pawn · d5 black bishop · b4 white pawn · h2 black pawn | a8 white king · a7 white pawn · b7 white knight · c7 black king · a6 white bishop · h6 black pawn · d5 black bishop · b4 white pawn · h2 black pawn | a8 white king · a7 white pawn · b7 white knight · c7 black king · a6 white bishop · h6 black pawn · d5 black bishop · b4 white pawn · h2 black pawn | a8 white king · a7 white pawn · b7 white knight · c7 black king · a6 white bishop · h6 black pawn · d5 black bishop · b4 white pawn · h2 black pawn | a8 white king · a7 white pawn · b7 white knight · c7 black king · a6 white bishop · h6 black pawn · d5 black bishop · b4 white pawn · h2 black pawn | a8 white king · a7 white pawn · b7 white knight · c7 black king · a6 white bishop · h6 black pawn · d5 black bishop · b4 white pawn · h2 black pawn | a8 white king · a7 white pawn · b7 white knight · c7 black king · a6 white bishop · h6 black pawn · d5 black bishop · b4 white pawn · h2 black pawn | 7 |
| 6 | a8 white king · a7 white pawn · b7 white knight · c7 black king · a6 white bishop · h6 black pawn · d5 black bishop · b4 white pawn · h2 black pawn | a8 white king · a7 white pawn · b7 white knight · c7 black king · a6 white bishop · h6 black pawn · d5 black bishop · b4 white pawn · h2 black pawn | a8 white king · a7 white pawn · b7 white knight · c7 black king · a6 white bishop · h6 black pawn · d5 black bishop · b4 white pawn · h2 black pawn | a8 white king · a7 white pawn · b7 white knight · c7 black king · a6 white bishop · h6 black pawn · d5 black bishop · b4 white pawn · h2 black pawn | a8 white king · a7 white pawn · b7 white knight · c7 black king · a6 white bishop · h6 black pawn · d5 black bishop · b4 white pawn · h2 black pawn | a8 white king · a7 white pawn · b7 white knight · c7 black king · a6 white bishop · h6 black pawn · d5 black bishop · b4 white pawn · h2 black pawn | a8 white king · a7 white pawn · b7 white knight · c7 black king · a6 white bishop · h6 black pawn · d5 black bishop · b4 white pawn · h2 black pawn | a8 white king · a7 white pawn · b7 white knight · c7 black king · a6 white bishop · h6 black pawn · d5 black bishop · b4 white pawn · h2 black pawn | 6 |
| 5 | a8 white king · a7 white pawn · b7 white knight · c7 black king · a6 white bishop · h6 black pawn · d5 black bishop · b4 white pawn · h2 black pawn | a8 white king · a7 white pawn · b7 white knight · c7 black king · a6 white bishop · h6 black pawn · d5 black bishop · b4 white pawn · h2 black pawn | a8 white king · a7 white pawn · b7 white knight · c7 black king · a6 white bishop · h6 black pawn · d5 black bishop · b4 white pawn · h2 black pawn | a8 white king · a7 white pawn · b7 white knight · c7 black king · a6 white bishop · h6 black pawn · d5 black bishop · b4 white pawn · h2 black pawn | a8 white king · a7 white pawn · b7 white knight · c7 black king · a6 white bishop · h6 black pawn · d5 black bishop · b4 white pawn · h2 black pawn | a8 white king · a7 white pawn · b7 white knight · c7 black king · a6 white bishop · h6 black pawn · d5 black bishop · b4 white pawn · h2 black pawn | a8 white king · a7 white pawn · b7 white knight · c7 black king · a6 white bishop · h6 black pawn · d5 black bishop · b4 white pawn · h2 black pawn | a8 white king · a7 white pawn · b7 white knight · c7 black king · a6 white bishop · h6 black pawn · d5 black bishop · b4 white pawn · h2 black pawn | 5 |
| 4 | a8 white king · a7 white pawn · b7 white knight · c7 black king · a6 white bishop · h6 black pawn · d5 black bishop · b4 white pawn · h2 black pawn | a8 white king · a7 white pawn · b7 white knight · c7 black king · a6 white bishop · h6 black pawn · d5 black bishop · b4 white pawn · h2 black pawn | a8 white king · a7 white pawn · b7 white knight · c7 black king · a6 white bishop · h6 black pawn · d5 black bishop · b4 white pawn · h2 black pawn | a8 white king · a7 white pawn · b7 white knight · c7 black king · a6 white bishop · h6 black pawn · d5 black bishop · b4 white pawn · h2 black pawn | a8 white king · a7 white pawn · b7 white knight · c7 black king · a6 white bishop · h6 black pawn · d5 black bishop · b4 white pawn · h2 black pawn | a8 white king · a7 white pawn · b7 white knight · c7 black king · a6 white bishop · h6 black pawn · d5 black bishop · b4 white pawn · h2 black pawn | a8 white king · a7 white pawn · b7 white knight · c7 black king · a6 white bishop · h6 black pawn · d5 black bishop · b4 white pawn · h2 black pawn | a8 white king · a7 white pawn · b7 white knight · c7 black king · a6 white bishop · h6 black pawn · d5 black bishop · b4 white pawn · h2 black pawn | 4 |
| 3 | a8 white king · a7 white pawn · b7 white knight · c7 black king · a6 white bishop · h6 black pawn · d5 black bishop · b4 white pawn · h2 black pawn | a8 white king · a7 white pawn · b7 white knight · c7 black king · a6 white bishop · h6 black pawn · d5 black bishop · b4 white pawn · h2 black pawn | a8 white king · a7 white pawn · b7 white knight · c7 black king · a6 white bishop · h6 black pawn · d5 black bishop · b4 white pawn · h2 black pawn | a8 white king · a7 white pawn · b7 white knight · c7 black king · a6 white bishop · h6 black pawn · d5 black bishop · b4 white pawn · h2 black pawn | a8 white king · a7 white pawn · b7 white knight · c7 black king · a6 white bishop · h6 black pawn · d5 black bishop · b4 white pawn · h2 black pawn | a8 white king · a7 white pawn · b7 white knight · c7 black king · a6 white bishop · h6 black pawn · d5 black bishop · b4 white pawn · h2 black pawn | a8 white king · a7 white pawn · b7 white knight · c7 black king · a6 white bishop · h6 black pawn · d5 black bishop · b4 white pawn · h2 black pawn | a8 white king · a7 white pawn · b7 white knight · c7 black king · a6 white bishop · h6 black pawn · d5 black bishop · b4 white pawn · h2 black pawn | 3 |
| 2 | a8 white king · a7 white pawn · b7 white knight · c7 black king · a6 white bishop · h6 black pawn · d5 black bishop · b4 white pawn · h2 black pawn | a8 white king · a7 white pawn · b7 white knight · c7 black king · a6 white bishop · h6 black pawn · d5 black bishop · b4 white pawn · h2 black pawn | a8 white king · a7 white pawn · b7 white knight · c7 black king · a6 white bishop · h6 black pawn · d5 black bishop · b4 white pawn · h2 black pawn | a8 white king · a7 white pawn · b7 white knight · c7 black king · a6 white bishop · h6 black pawn · d5 black bishop · b4 white pawn · h2 black pawn | a8 white king · a7 white pawn · b7 white knight · c7 black king · a6 white bishop · h6 black pawn · d5 black bishop · b4 white pawn · h2 black pawn | a8 white king · a7 white pawn · b7 white knight · c7 black king · a6 white bishop · h6 black pawn · d5 black bishop · b4 white pawn · h2 black pawn | a8 white king · a7 white pawn · b7 white knight · c7 black king · a6 white bishop · h6 black pawn · d5 black bishop · b4 white pawn · h2 black pawn | a8 white king · a7 white pawn · b7 white knight · c7 black king · a6 white bishop · h6 black pawn · d5 black bishop · b4 white pawn · h2 black pawn | 2 |
| 1 | a8 white king · a7 white pawn · b7 white knight · c7 black king · a6 white bishop · h6 black pawn · d5 black bishop · b4 white pawn · h2 black pawn | a8 white king · a7 white pawn · b7 white knight · c7 black king · a6 white bishop · h6 black pawn · d5 black bishop · b4 white pawn · h2 black pawn | a8 white king · a7 white pawn · b7 white knight · c7 black king · a6 white bishop · h6 black pawn · d5 black bishop · b4 white pawn · h2 black pawn | a8 white king · a7 white pawn · b7 white knight · c7 black king · a6 white bishop · h6 black pawn · d5 black bishop · b4 white pawn · h2 black pawn | a8 white king · a7 white pawn · b7 white knight · c7 black king · a6 white bishop · h6 black pawn · d5 black bishop · b4 white pawn · h2 black pawn | a8 white king · a7 white pawn · b7 white knight · c7 black king · a6 white bishop · h6 black pawn · d5 black bishop · b4 white pawn · h2 black pawn | a8 white king · a7 white pawn · b7 white knight · c7 black king · a6 white bishop · h6 black pawn · d5 black bishop · b4 white pawn · h2 black pawn | a8 white king · a7 white pawn · b7 white knight · c7 black king · a6 white bishop · h6 black pawn · d5 black bishop · b4 white pawn · h2 black pawn | 1 |
|   | a | b | c | d | e | f | g | h |   |